# 姚培
姚培（？年—？年），號竹生，浙江杭州府餘杭縣人，由監生遵籌餉事例報捐通判，咸豐七年八月署四川順慶府岳池縣知縣。是一位政治人物，明清時曾在四川順慶府岳池縣（位於今四川東北部，武周萬歲通天二年分南充、相如二縣置，是一個千年古縣）擔任官吏。